# 細川頼次
細川 頼次（ほそかわ よりつぐ）は江戸時代初期の武士。細川京兆家の庶流・典厩家出身で、宗智順（宗義純の子）の養子となり宗出雲守成親を名乗って対馬藩主・宗義成に仕えた。

## 概要
典厩家出身で豊前国小倉藩に仕えた細川藤次の子として生まれた。細川忠利に仕えた後に対馬藩主・宗義成に仕え、宗智順（義成の従兄弟）の養子となり宗義智の娘・乙福を妻とし宗出雲守成親を名乗った。また、宗氏家臣の中でも筆頭の秩禄を賜っており、宗義成の子を養子として細川大膳真春を名乗らせた。なお、叔母（祖父・細川藤賢の娘で父・細川藤次の妹）は柳川豊前守智永（調興の父）に嫁いでいる。
対馬藩の有力家臣として佐須郡の代官を勤めていたものの、寛文7年（1667年）に来島した江戸幕府の巡検使に対し、宗義真が自身の散財を諌めた大浦権大夫を誅した事件を内訴していたことが露見したため、同9年（1669年）8月に養子の真春とともに流罪とされ、成親は豆酘村に、真春は吉田村に流された。